# Conrad Magnusson
Conrad Emanuel Magnusson (18. august 1874 – 14. september 1924) var en amerikansk tovtrækker som deltog i OL 1904 i St. Louis.
Magnusson blev olympisk mester i tovtrækning under OL 1904 i St. Louis. Han var med på det amerikanske hold Milwaukee Athletic Club som vandt konkurrencen.